# تاتا پاور سولار
تاتا پاور سولار (انگلیسی: Tata Power Solar) شرکت برق هندی است، که در سال ۱۹۸۹ تأسیس شد.